# Волшебное одеяние
«Волшебное одеяние» (англ. The Magic Cloak of Oz) — американский короткометражный приключенческий фильм Дж. Фаррелла МакДональда. Экранизация сказки Фрэнка Баума «Зикси, королева страны Икс, или История волшебного плаща».

## Сюжет
Феи ткут волшебный плащ, способный исполнить одно желание, и вручают его бедной девушке, потерявшей отца и вынужденной переехать в город вместе с братом, ставшим королём, и ослом, ставшим героем...

## В ролях
| Актёр             | Роль               |
| ----------------- | ------------------ |
| Милдред Харрис    | принцесса Маргарет |
| Вайолет Макмиллан | король Тимоти      |
| Фред Вудворд      |                    |
| Вивиан Рид        |                    |
| Пьер Кудерк       |                    |
| Хуанита Хансен    |                    |
| Жаклин Ловелл     |                    |